# Chytranthus setosus
Chytranthus setosus là một loài thực vật có hoa trong họ Bồ hòn. Loài này được Radlk. mô tả khoa học đầu tiên năm 1890.